# Elefantiáza

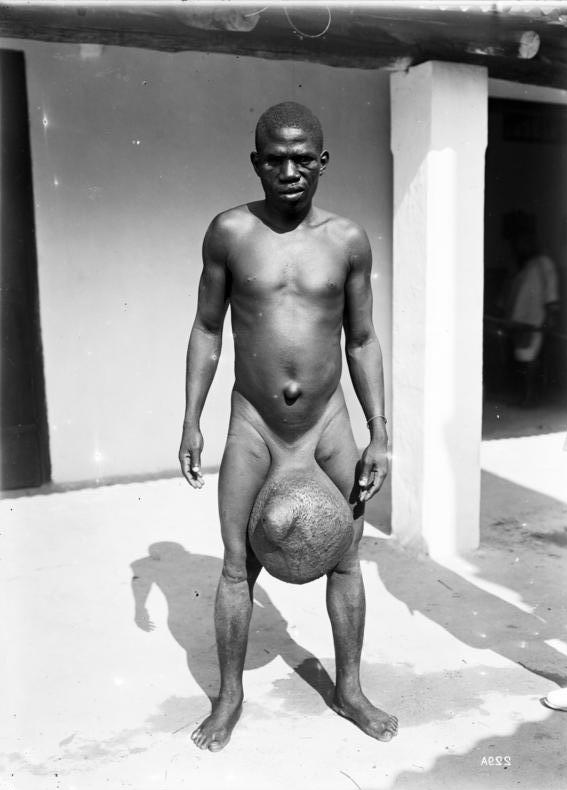
Zvětšená varlata (testikulární příznaky) u nemoci.

Elefantiáza je nemoc, která je charakterizována ztluštěním kůže a podkoží na základě ucpání lymfatických cév a uzlin. Toto ucpání může být způsobeno infekcí vlasovcem mízním (filariáza). Další příčinou elefantiázy může být podokonióza. Při ucpání dojde ke zvětšení té části těla, kde je mízní céva ucpána. Typickým příkladem je např. sloní noha.
Podle statistik WHO je v současné době nemocí postiženo zhruba 120 milionů lidí ve Střední a Jižní Americe, Africe a jižní Asii.
Níže uvedený odkaz obsahuje informaci z New Scientist 143, 9, 1994/1933, kde je uveden zcela jiný mechanismus, jakým tato nemoc vzniká. Je zde uveden poznatek, který prezentuje G. Dreyerová z brazilské nadace Oswalda Cruze, totiž že k elefantiáze dochází nikoli ucpáním cév prostřednictvím hlístice vlasovce mízního a s tím souvisejícím městnáním lymfy, ale prostřednictvím následné infekce. Ta vzniká zaprvé snížením imunity a zadruhé popraskáním zbytnělé pokožky, která pak nesnadno odolává invazi mikroorganismů. Z uvedeného vyplývá, že léčba elefantiázy, která se donedávna považovala za nemožnou, je v současné době nejen možná, ale dokonce natolik běžnými prostředky, jakými jsou voda, mýdlo a běžná léčiva na bázi antibiotik.[zdroj?]